# Aeschynanthus tengchungensis
Aeschynanthus tengchungensis är en tvåhjärtbladig växtart som beskrevs av Wen Tsai Wang. Aeschynanthus tengchungensis ingår i släktet Aeschynanthus och familjen Gesneriaceae. Inga underarter finns listade i Catalogue of Life.